# کتابخانه ۲٫۰
کتابخانه ۲٫۰(به انگلیسی: Library 2.0) مفهوم جدیدی از کتابخانه‌ها است که به جای تعریف قدیمی آن‌ها که با هدف ارائه خدمات به کاربران استفاده می‌شد، منابع خود را از مشارکت کاربران خود در انجمن‌های اینترنتی بدست می‌آورد. این مفهوم از مفاهیمی مانند وب ۲٫۰ الهام گرفته است.